# Amrita Acharya
Amrita Acharia (Nepalees: अमृता आचार्य) (Kathmandu, 31 juli 1987) is een Nepalees / Brits / Noors actrice.

## Biografie
Acharia werd geboren in Kathmandu bij een Nepalese vader en een Oekraïense moeder. Op zesjarige leeftijd emigreerde zij met haar familie naar Engeland en daarna naar Noorwegen. Door deze verhuizingen en ouders spreekt zij vloeiend Nepalees, Engels, Russisch, Oekraïens en Noors. Zij doorliep de middelbare school in Noorwegen, na  het behalen van haar diploma verhuisde zij naar Engeland waar zij het acteren leerde aan de Academy of Live and Recorded Arts in Londen. Acharia werd in 2012 voor haar rol in Game of Thrones samen met de cast genomineerd voor een Screen Actors Guild Awards
Acharia begon in 2010 met acteren in de Britse televisieserie Casualty, waarna zij in nog meerdere televisieseries en films speelde in zowel Engeland, Noorwegen als Amerika.

## Filmografie

### Films
Uitgezonderd korte films.
- 2023 Black Dog - als dokter
- 2023 There's Something in the Barn - als Carol Nordheim
- 2019 Missing Link - als Ama Lhamu (stem)
- 2018 Sibi and Dan - als Kate
- 2018 Welcome to Curiosity - als Zoe
- 2018 Genesis - als Alexa Brooks
- 2018 White Chamber - als Ruth
- 2015 Amar Akbar & Tony - als Richa
- 2014 Camouflage - als Amira
- 2014 Død snø 2 - als Reidun
- 2013 Jeg er din - als Mina
- 2011 Lapland - als bruid
- 2011 The Devil's Double - als schoolmeisje

### Televisieseries
Uitgezonderd eenmalige gastrollen.
- 2022-2024 The Serpent Queen - als Aabis - 16 afl.
- 2023 Kitti Katz - als diverse stemmen - 10 afl.
- 2021-2022 Takeover - als Maya - 8 afl.
- 2017-2022 The Good Karma Hospital - als dr. Ruby Walker - 22 afl.
- 2020 The Sister - als Holly Fox - 4 afl.
- 2016 Frikjent - als officier van Justitie Amina Sahir - 8 afl.
- 2011-2012 Game of Thrones - als Irri - 13 afl.

- Bibsys: 13069471
- Gemeinsame Normdatei: 1068285451
- International Standard Name Identifier: 0000 0004 4735 0390
- Library of Congress Control Number: no2015050476
- Virtual International Authority File: 315095741
- WorldCat: E39PBJkxKmbc9jkyYJD6wBmDbd